# Дік Маас
Дік Маас (нід. Dick Maas; 15 квітня 1951, Хемстеде, Нідерланди) — нідерландський кінорежисер.
У 1971–1977 рр. навчався у Нідерландській Академії Кіно. Згодом він познайомився з Лоуренс Ґілс, з якою співпрацював у компаніях First Floor Features та First Floor Films у 1984–2004 рр.
Справжню славу і популярність приніс Маасу фільм De Lift 1983 року.

## Фільмографія
- 1983 — De Lift
- 1986 — Flodder
- 1988 — Amsterdamned
- 1992 — Flodder 2 (ook bekend als Flodder in Amerika!)
- 1995 — Flodder 3 (ook bekend als Flodder forever)
- 1999 — Do not disturb
- 2001 — Ліфт (Down)
- 2007 — Moordwijven (De Botox Methode)
- 2010 — Sint
- 2012 — Quiz
- 2016 — Proi